# Ислам в Судане
Ислам в Судане является религией большинства. Мусульмане-сунниты составляют 97 % населения страны. Есть несколько небольших шиитских общин.
Наиболее значительные различия между мусульманами в Судане разделяют их по принадлежности к суфийским братствам. Наиболее распространенные из которых Ансар и Хатмия. В Судане действуют строгие законы шариата.

## Предыстория
В 641 году во время господства халифа Умара ибн аль-Хаттаба мусульманские войска захватили территории современного Египта, в следующем году завоевали территории современной Ливии. Позже мусульмане расширили своё влияние до современного Туниса в 647 году во время господства третьего мусульманского халифа, Усмана ибн Аффана. Завоевание Северной Африки продолжилось во время правления омейядского халифата, был захвачен Алжир 680 году и Марокко в следующем году. Начиная с VIII века мусульмане начали проникать к югу от Сахары, сначала вдоль Нильской долины в Нубию, позднее в Сахаре в Западной Африке.

## История
В XVI—XVIII веках на территории нынешнего Судана существовали независимые мусульманские государства — султанат Сеннар и султанат Дарфур.

## Распространение
Ислам в Судане исповедуют такие крупные этнические группы как арабы, нубийцы, беджа, фор, загава, массалит, Даго и берта. Основная масса мусульман сунниты.
Однако в столице Судана, Хартуме, есть также несколько шиитских общин.